# Euphorbia genoudiana
Euphorbia genoudiana es una especie fanerógama perteneciente a la familia de las euforbiáceas. Es endémica de Madagascar en la Provincia de Toliara.

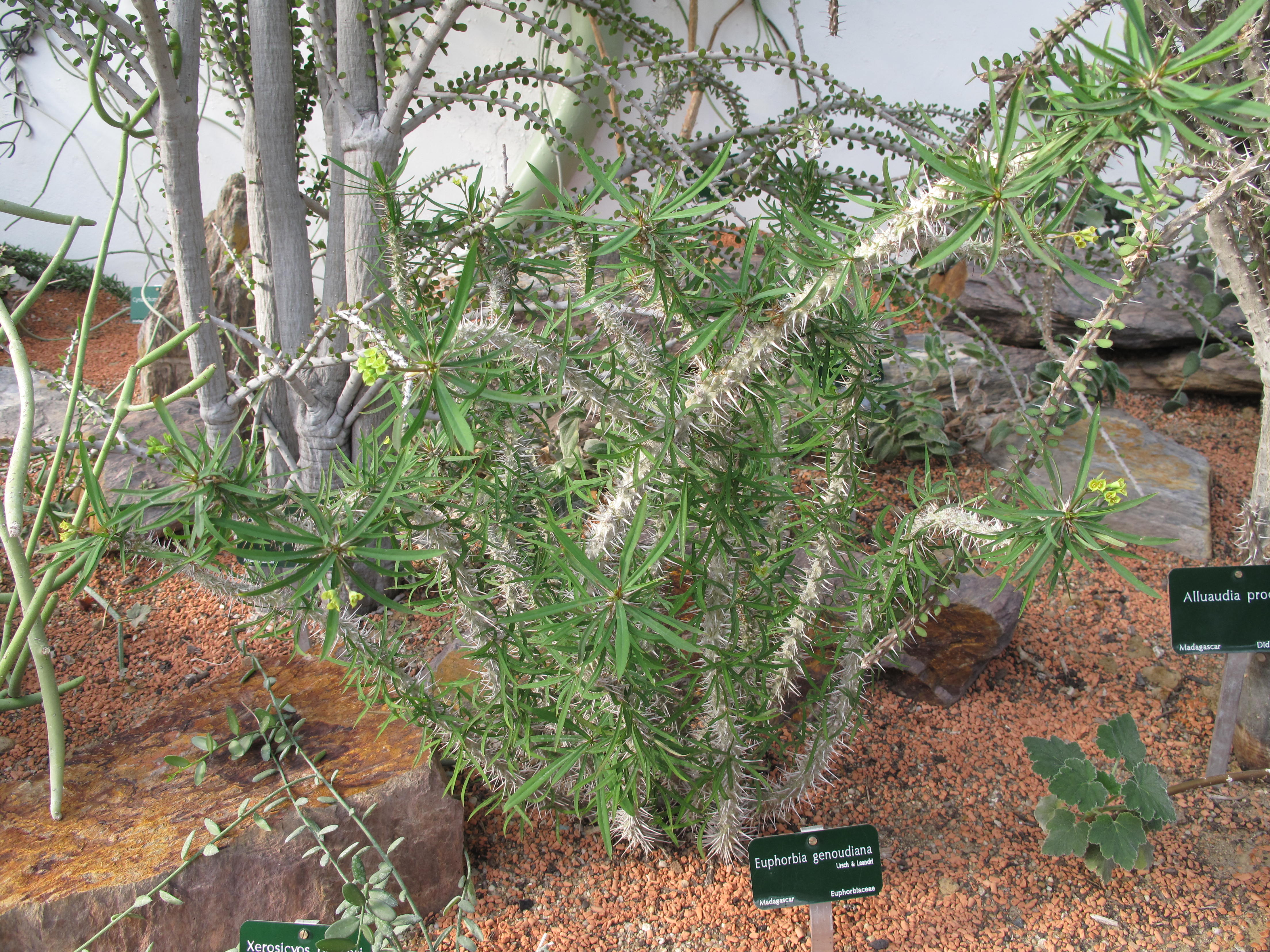
Vista de la planta

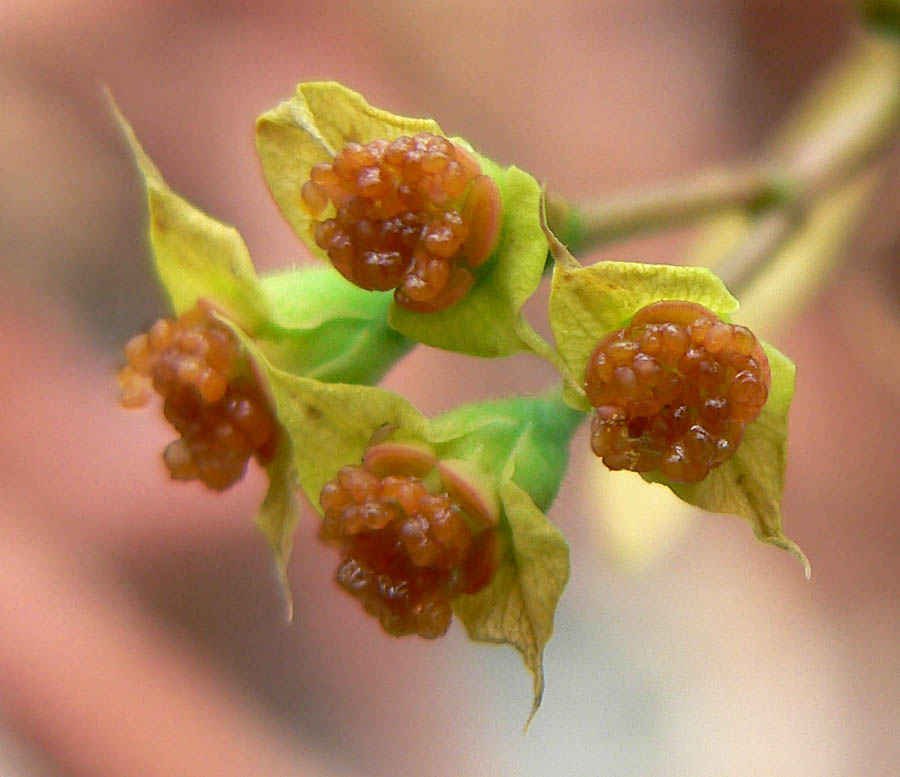
Inflorescencia

## Descripción
Es una pequeña planta arbustiva suculenta y espinosa con ciatios terminales. Se encuentra en áreas subáridas de matorral,  a una altitud de 0-499 metros.

## Taxonomía
Euphorbia genoudiana fue descrita por Ursch & Léandri y publicado en Mémoires de l'Institut Scientifique de Madagascar, Série B, Biologie Végétale 5: 172. 1954.
Etimología
Euphorbia: nombre genérico que deriva del médico griego del rey Juba II de Mauritania (52 a 50 a. C. - 23), Euphorbus, en su honor – o en alusión a su gran vientre –  ya que usaba médicamente Euphorbia resinifera. En 1753 Carlos Linneo asignó el nombre a todo el género.
genoudiana: epíteto otorgado en honor de la botánica francesa; Jeanne Toilliez-Genoud del Instituto Científico de Madagascar.